# Host Signal Processing

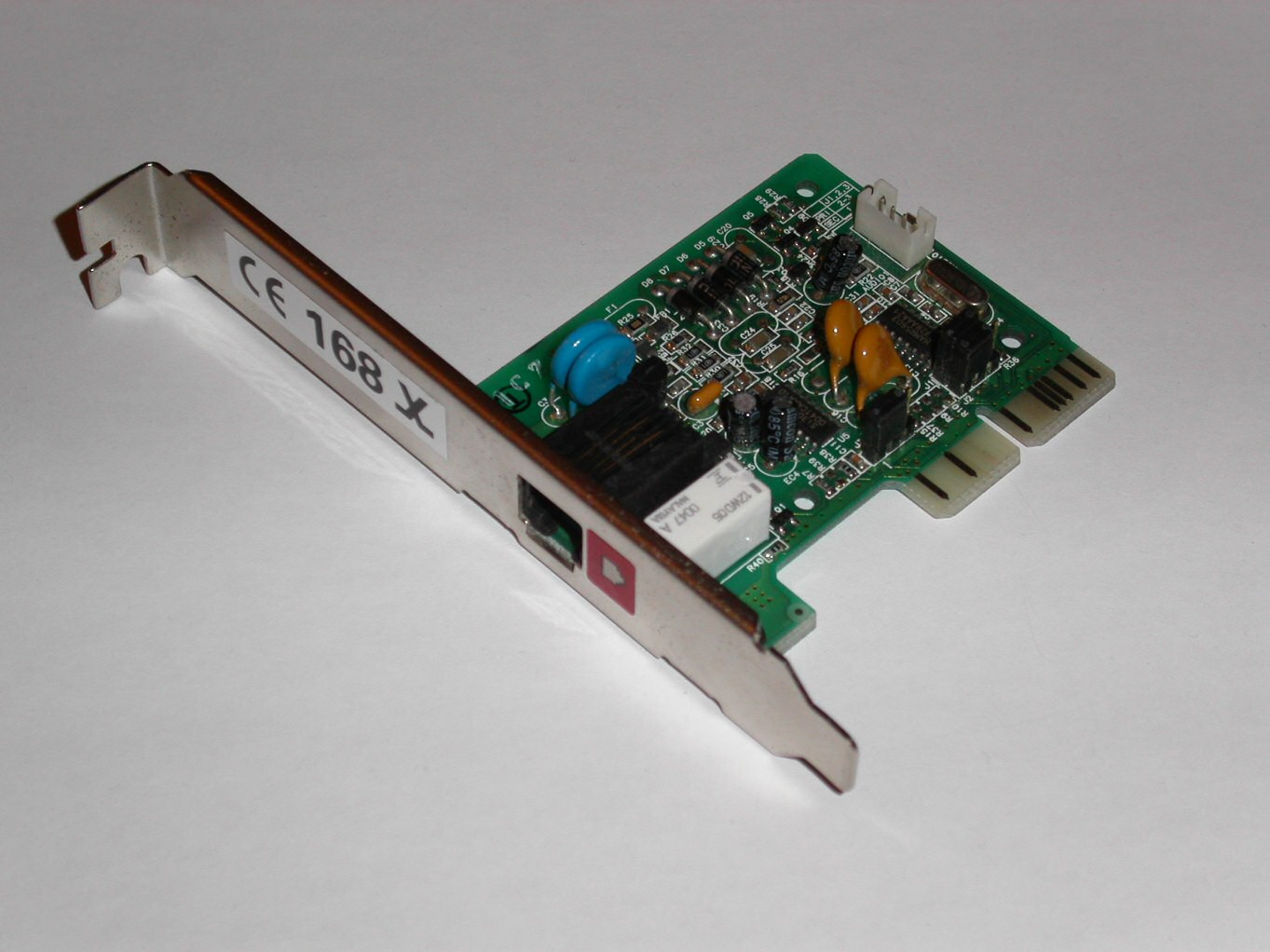
Um modem AMR, com hardware emulado em boa parte por HSP.

Host Signal Processing (HSP) é um termo utilizado em computação para descrever hardware, tais como um modem ou impressora cujo funcionamento é emulado (em níveis variados) por software. A Intel usa a expressão Native Signal Processing (NSP). O HSP substitui hardware dedicado DSP ou ASIC, transferindo o processamento que seria realizado por eles para a CPU do computador (algo que inevitavelmente degrada a performance da máquina).
Modems usando HSP tornaram-se conhecidos como winmodems (um termo registrado pela 3COM/USRobotics, mas utilizado genericamente) ou softmodems. Impressoras que usam HSP tornaram-se conhecidas como winprinters (em referência aos winmodens) ou softprinters.
O acionador de disquetes do Apple II usava a CPU para processar os sinais de controle do drive, em vez de usar um microcontrolador para este fim. Este tipo de HSP precede o uso dos termos HSP e NSP.